# Erazmova nagrada
Erazmova nagrada (latinsko Praemium Erasmianum, nizozemsko Erasmusprijs) je priznanje, ki ga podeljuje nizozemski sklad Praemium Erasmianum posameznikom ali ustanovam, ki so pomembno prispevali h kulturi, družbi ali družboslovju v Evropi in preostanku sveta.
Nagrado je leta 1958 ustanovil nizozemski princ Bernhard in velja za eno najprestižnejših evropskih priznanj na svojem področju, poimenovana pa je po renesančnem humanistu Erazmu Roterdamskem, ki je deloval na Nizozemskem med 15. in 16. stoletjem. Podelitev se odvija na vsakoletni ceremoniji, kjer nagrajenec prejme priznanje iz rok člana nizozemske kraljeve družine. Priznanje je v obliki plakete, spremlja pa ga denarna nagrada v višini 150.000 evrov.

## Dosedanji prejemniki
| Fotografija | Leto | Prejemnik | Opombe | Sklici      |
| ----------- | ---- | --- | --- | ----------- |
|             | 1958 | Avstrijci | Za kulturno dediščino. Prva podelitev je potekala na Univerzi v Milanu, denarni del nagrade pa je bil namenjen za financiranje šolnin Avstrijcev, ki študirajo drugod po Evropi in tujcev, ki študirajo v Avstriji, ter za arheološka izkopavanja v antičnem grškem Efezu, ki jih vodi Avstrijski inštitut za arheologijo. | [ 4 ] [ 5 ] |
|             | 1959 | Robert Schuman | | [ 4 ]       |
|             | 1959 | Karl Jaspers | | [ 4 ]       |
|             | 1960 | Marc Chagall | | [ 4 ]       |
|             | 1960 | Oskar Kokoschka | | [ 4 ]       |
|             | 1962 | Romano Guardini | | [ 4 ]       |
|             | 1963 | Martin Buber | | [ 4 ]       |
|             | 1964 | Union Académique Internationale | | [ 4 ]       |
|             | 1965 | Charles Chaplin, Ingmar Bergman | | [ 4 ]       |
|             | 1966 | Herbert Read, René Huyghe | | [ 4 ]       |
|             | 1967 | Jan Tinbergen | | [ 4 ]       |
|             | 1968 | Henry Moore | | [ 4 ]       |
|             | 1969 | Gabriel Marcel, Carl Friedrich von Weizsäcker                                                                                               | | [ 4 ]       |
|             | 1970 | Hans Scharoun | | [ 4 ]       |
|             | 1971 | Olivier Messiaen | | [ 4 ]       |
|             | 1972 | Jean Piaget | | [ 4 ]       |
|             | 1973 | Claude Lévi-Strauss | | [ 4 ]       |
|             | 1974 | Ninette de Valois, Maurice Béjart | | [ 4 ]       |
|             | 1975 | Ernst Gombrich, Willem Sandberg | | [ 4 ]       |
|             | 1976 | Amnesty International, René David | | [ 4 ]       |
|             | 1977 | Werner Kaegi, Jean Monnet | | [ 4 ]       |
|             | 1978 | - La Marionettistica (bratje Napoli) - Ţăndărică (Margareta Niculescu) - Théâtre de Papier’ (Yves Joly) - Bread and Puppet (Peter Schumann) | tema »lutkovno gledališče« | [ 4 ]       |
|             | 1979 | Die Zeit, Neue Zürcher Zeitung | | [ 4 ]       |
|             | 1980 | Nikolaus Harnoncourt, Gustav Leonhardt | | [ 4 ]       |
|             | 1981 | Jean Prouvé | | [ 4 ]       |
|             | 1982 | Edward Schillebeeckx | | [ 4 ]       |
|             | 1983 | Raymond Aron, Isaiah Berlin, Leszek Kołakowski, Marguerite Yourcenar                                                                        | | [ 4 ]       |
|             | 1984 | Massimo Pallottino | | [ 4 ]       |
|             | 1985 | Paul Delouvrier | | [ 4 ]       |
|             | 1986 | Václav Havel | | [ 4 ]       |
|             | 1987 | Alexander King | | [ 4 ]       |
|             | 1988 | Jacques Ledoux | | [ 4 ]       |
|             | 1989 | Mednarodna pravniška komisija | | [ 4 ]       |
|             | 1990 | Sir Grahame Clark | | [ 4 ]       |
|             | 1991 | Bernard Haitink | | [ 4 ]       |
|             | 1992 | Archivo General de Indias | | [ 4 ]       |
|             | 1992 | Simon Wiesenthal | | [ 4 ]       |
|             | 1993 | Peter Stein | | [ 4 ]       |
|             | 1994 | Sigmar Polke | | [ 4 ]       |
|             | 1995 | Renzo Piano | | [ 4 ]       |
|             | 1996 | William Hardy McNeill | | [ 4 ]       |
|             | 1997 | Jacques Delors | | [ 4 ]       |
|             | 1998 | Mauricio Kagel, Peter Sellars | | [ 4 ]       |
|             | 1999 | Mary Robinson | | [ 4 ]       |
|             | 2000 | Hans van Manen | | [ 4 ]       |
|             | 2001 | Claudio Magris, Adam Michnik | | [ 4 ]       |
|             | 2002 | Bernd and Hilla Becher | | [ 4 ]       |
|             | 2003 | Alan Davidson | | [ 4 ]       |
|             | 2004 | Abdolkarim Sorouš, Sadik Al-Azm, Fatema Mernissi                                                                                            | | [ 4 ]       |
|             | 2005 | Simon Schaffer, Steven Shapin | | [ 4 ]       |
|             | 2006 | Pierre Bernard | | [ 4 ]       |
|             | 2007 | Péter Forgács | | [ 4 ]       |
|             | 2008 | Ian Buruma | | [ 4 ]       |
|             | 2009 | Antonio Cassese, Benjamin Ferencz | | [ 4 ]       |
|             | 2010 | José Antonio Abreu | | [ 4 ]       |
|             | 2011 | Joan Busquets | | [ 4 ]       |
|             | 2012 | Daniel Dennett | | [ 4 ]       |
|             | 2013 | Jürgen Habermas | | [ 4 ]       |
|             | 2014 | Frie Leysen | tema »gledališče, občinstvo in družba« | [ 4 ] [ 6 ] |
|             | 2015 | skupnost Wikipedije | Za »[promocijo] širjenja znanja skozi celovito in univerzalno dostopno enciklopedijo. V ta namen so pobudniki Wikipedije oblikovali novo in učinkovito demokratično platformo. Nagrada konkretno prepoznava Wikipedijo kot skupnost — deljen projekt, ki združuje desettisoče prostovoljcev po vsem svetu.«                | [ 4 ]       |
|             | 2016 | Antonia Susan Byatt | | [ 1 ]       |
|             | 2017 | Michèle Lamont | | [ 7 ]       |
|             | 2018 | Barbara Ehrenreich | | [ 8 ]       |
|             | 2019 | John Adams | »Ker je ustvaril novo glasbeno zvrst z združevanjem glasbenih elementov jazza, popa in klasične glasbe« | [ 9 ]       |
|             | 2021 | Grayson Perry | tema »moč podobe v digitalni dobi« | [ 10 ]      |
|             | 2022 | David Grossman | | [ 11 ]      |
|             | 2023 | Trevor Noah | tema »hvalnica norosti« | [ 11 ]      |
|             | 2024 | Amitav Ghosh | tema »predstavljati si nepredstavljivo« | [ 11 ]      |